# André de Vanny
André Guy Foreman De Vanny (Melbourne, Victoria, 14 de septiembre de 1984) es un actor australiano de cine y televisión.
Es conocido principalmente por su participación en la serie de televisión, "Ciencia traviesa",donde representa el papel de un muchacho común de 17 años de edad que es alcanzado por un rayo en un accidente en el laboratorio de ciencia, después del cual se convierte en un genio de la ciencia. André vive actualmente en Melbourne, Australia. Ha tenido experiencia interpretando roles principales en producciones escolares y compañías de teatro y también ha incursionado en el ballet clásico, jazz y tap.

## Filmografía
- Nightmares and Dreamscapes: From the Stories of Stephen King (2006), miniserie de televisión, en el capítulo You Know They Got a Hell of a Band.
- Swing (2005).
- Hercules (2005), serie de televisión, interpretando al joven Ificles.
- Hating Alison Ashley (2005), como Andre Devanny.
- Salem's Lot (2004), serie de televisión, interpretando a Danny Glick.
- Wicked Science (2004), serie de televisión, interpretando a Toby Johnson.
- Blue Heelers (2003), serie de televisión, interpretando a Marky Emmett.
- MDA (2003), serie de televisión, interpretando a Joshua Tranter.
- Bay of Fires (2023) Jason.